# IC 1958
IC 1958 је спирална галаксија у сазвјежђу Часовник која се налази на листи објеката дубоког неба у Индекс каталогу.
Деклинација објекта је - 51° 26' 28" а ректасцензија 3h 32m 46,6s. Привидна величина (магнитуда) објекта IC 1958 износи 15,2 а фотографска магнитуда 16,0. IC 1958 је још познат и под ознакама ESO 200-38, PGC 13144.